# Leucanella fumata
Leucanella fumata är en fjärilsart som beskrevs av Felder 1874. Leucanella fumata ingår i släktet Leucanella och familjen påfågelsspinnare. Inga underarter finns listade i Catalogue of Life.